# L'Om (Monistrol de Calders)
L'Om fou una masia, actualment quasi del tot desapareguda, del sud del terme municipal de Monistrol de Calders, al Moianès, a prop del límit amb Granera.
En subsisteix una tina, única resta de la masia, i un paller sense teulada, però ben conservat pel que fa a les parets mestres. És, tanmateix, un paller ja del segle xx. Prop de la masia, sota seu i al costat de llevant, queda un pou medieval. Sembla que estigué habitada fins als anys quaranta o cinquanta del segle xx, tot i que apareix documentada ja en temps medievals.
El mas de l'Om dona nom al torrent -o riera- de l'Om, nom que rep dins del terme monistrolenc el torrent de la Roca, que neix en terme de Granera. D'aquesta masia procedeix el llinatge Om, sovint escrit Hom, encara present entre els habitants de Monistrol de Calders.